# Bonneviella grandis
Bonneviella grandis is een hydroïdpoliep uit de familie Bonneviellidae. De poliep komt uit het geslacht Bonneviella. Bonneviella grandis werd in 1876 voor het eerst wetenschappelijk beschreven door Allman. 